# Радонья, Ведад
Ведад Радонья (босн. Vedad Radonja; род. 6 сентября 2001, Сараево) — боснийский футболист, защитник клуба АЕК.

## Клубная карьера
Радонья — воспитанник клубов «Железничар» и загребского «Динамо». В 2019 году он начал выступать за дублирующий состав. В 2020 году Радонья перешёл в афинский АЕК. 7 февраля 2021 года в матче против «Ариса» он дебютировал в греческой Суперлиге. В 2023 году Радонья помог команде выиграть чемпионат и завоевать Кубок Греции.

## Международная карьера
В 2018 году в составе юношеской сборной Боснии и Герцеговины Радонья принял участие в юношеском чемпионате Европы в Англии. На турнире он был запасным и на поле не вышел.

## Достижения
Клубные
 АЕК
- Победитель греческой Суперлиги — 2022/2023
- Обладатель Кубка Греции — 2022/2023